# Jean-Manuel Rozan
Jean-Manuel Rozan, né le 19 août 1954 à Genève en Suisse, est un investisseur, entrepreneur et écrivain français. Il est principalement connu pour avoir cofondé le moteur de recherche européen Qwant. Il intervient régulièrement dans les médias en tant qu'acteur de l'économie numérique européenne. 

## Biographie
Jean-Manuel Rozan, né à Genève le 19 août 1954, est le fils de Jean-François Rozan, entrepreneur et le créateur de l'hôtel de luxe Le Hamak à Saint-François, Guadeloupe. Il grandit  à Paris. Il est diplômé de l’Institut supérieur du commerce de Paris et titulaire d’une licence de sciences économiques. Par la suite, en 1980, il obtient un MBA à la Wharton Business School . 
En 1982, il tente une aventure entrepreneuriale en ouvrant un restaurant à New York : La Coupole de New York, copie conforme de La Coupole parisienne,,. Il est alors à la tête de 110 employés et l'établissement sert 1 200 couverts par jour. Cependant, très mal géré, le restaurant met la clé sous la porte après 15 mois d'activité. 
Jean-Manuel Rozan décide alors de se reconvertir en trader sur les marchés de New York, travaillant notamment pour Shearson-Lehman et Indosuez New York. Après 11 ans passés aux États-Unis, il décide de rentrer à Paris,. En 1987, il est recruté par la filiale financière du groupe Thomson-CSF, la Banque d'arbitrage de trésorerie et d'instruments financiers (Batif-Banque). Toujours à Paris, il travaille par la suite pour la banque BGP[pas clair] (Banque de Gestion Privée), et le financier George Soros. Il a notamment créé Quartz Gestion, visant à créer des fonds d'investissements de type hedge funds, qui opére de 1989 à 1991. À cette date, il fonde Quartz Investissements, un hedge funds, finalement revendu en décembre 2006. Il acquiert une expérience dans le monde digital en investissant dans Asmallworld (réseau social des happy few), créé en 2004. 
Jean-Manuel Rozan est également écrivain. En 1989, il écrit le livre The Pendulum Always Swings Back où il constate le vide de sens du métier de trader et y explique les raisons de son changement de profession. Le livre, complété et traduit, est finalement publié en 1999 sous le titre Le Fric. En 2003, il publie le livre Ni dieu, ni maîtres, ni lutte, ni classes où il expose une vision optimiste de la société ; il estime notamment que « la transition du capitalisme au bien-être est en marche ». Plus anecdotiquement, il a également été le producteur associé du film Rire et Châtiment en 2003 .
Jean-Manuel Rozan est principalement connu pour avoir cofondé en 2013, avec Éric Léandri et Patrick Constant, le moteur de recherche Qwant, basé sur le respect de la vie privée,,,. Au lancement, chacun des associés détenait 30 % des parts. Par la suite, Qwant se développe avec la création d'outils plus spécifiques et l'entrée d'investisseur privés et institutionnel ,,. Jean-Manuel Rozan est actuellement vice-président de Qwant.  
Il intervient par ailleurs régulièrement dans le débat public,. Il apporte notamment son soutien au président de la République Emmanuel Macron dans une interview à L'Opinion, lui prédisant une victoire flamboyante en 2022 et peut-être même dès le premier tour. Sur la même ligne, il publie en 2019 Macron Maillot Jaune où il ne cache pas sa sympathie pour ce dernier. Il est également un adversaire résolu de l'hégémonie de Google.

## Polémique
L'affaire du faux moteur de recherche Qwant ou le scandale d'Etat.
Le Secrétaire d'État au numérique Cédric O dans la tourmente  ; après la fuite d'un rapport d'audit de la DINUM (Direction Interministérielle du Numérique) réalisé  en juillet 2019, on découvre que le moteur imposé dans toutes les administrations est incapable d’interroger son index et n'était en réalité qu'un prototype financé par l'État qui le savait. Un gouffre d'argent public au point qu'après 2017, Qwant ne publie plus ses comptes ni ceux de la nébuleuse impénétrable des 15 sociétés périphériques. 
Les fonds publics ont été dilapidés à d'autres fins que la construction d'un vrai moteur souverain, une descente du fisc au siège de Qwant conduit à des interrogations sur l'entêtement du secrétaire d'État au numérique de faire malgré tout de Qwant le moteur officiel de l'administration s'étonne entre autres, l'administration du fisc révèle en aout 2020 le Canard enchainé. 
Salaires indécents, réseaux de blanchiment, prise de participation avec agression physique, Qwant ou le cocktail du "Mafioso" !
Le moteur, au bord de la faillite, est financé par l’État, qui offre néanmoins un revenu astronomique de près de 500.000 € au PDG de cette petite PME très opaque, dont l’actionnaire majoritaire est un fervent marcheur de la première heure, Jean-manuel Rozan. Ce dernier a écrit un livre en réponse des gilets jaunes pour soutenir la réélection d'Emmanuel Macron aux prochaines présidentielle; "Macron Gilet jaune". Cédric O quant à lui, était le trésorier de "En Marche" lors de la campagne présidentielle d'Emmanuel Macron et dirige la stratégie française du numérique pour la France depuis Bercy.
La société luxembourgeoise BAD BOYS SA, épinglée dans l'affaire des "Paradise Pappers", est en réalité l'un des premiers actionnaires de Qwant et s'est associée avec Qwant dans des prises de participations d'entreprises françaises, avec parfois des prises de contrôle de ces dernières par l'usage de la violence physique et des menaces auprès d'entrepreneur récalcitrant. Dans une nouvelle enquête en cours, on découvre que l'un des directeurs généraux et actionnaires de Qwant, M. Alberto Chalon, n'est rien d'autre qu'un des principaux représentants de la société BAD BOYS SA épinglée pour blanchiment, qui constitue un réseau de plus de 400 sociétés.

## Publications
- Jean-Manuel Rozan, Le Fric, Pocket, 2000  (ISBN 978-2-266-10146-2)
- Jean-Manuel Rozan, Ni dieu, ni maîtres, ni lutte, ni classes, JM Laffont, 2003  (ISBN 978-2-84928-017-1)
- Jean-Manuel Rozan, Macron Maillot jaune, Coup de Gueule, 2019  (ISBN 978-2-49049-004-2)